# Кјузуре
Кјузуре је насеље у Италији у округу Сијена, региону Тоскана.
Према процени из 2011. у насељу је живело 115 становника. Насеље се налази на надморској висини од 386 м.